# DeviantArt
DeviantArt (pronunciación en inglés: /ˈdiviəntɑrt/) o DA (antes estilizada como DeviantART), es un sitio web estadounidense que agrupa a una comunidad internacional de artistas en la red, es filial de la empresa israelí Wix.com. Fue lanzada el 7 de agosto de 2000 por Angelo Sotira, Scott Jarkoff, Matthew Stephens y otros. 
DeviantArt es un espacio virtual en el que cada usuario puede mostrar su arte y aprovechar las posibilidades de la red para someterlo a los comentarios y críticas de otros artistas miembros de la comunidad DA. DeviantArt está abierto a muchos tipos de artistas, pero principalmente los relacionados con las artes visuales y gráficas, como fotógrafos, diseñadores gráficos, pixel artists, o pintores, aunque también hay obras literarias, fanfics, filmaciones, skins para programas o páginas, contenido Flash, artesanías, disfraces (cosplay), etc. El sitio cuenta con una amplia lista de categorías que sirve para clasificar las obras que son subidas, organizadas primeramente en distintas ramas del arte, según el medio con el que fueron creadas (tradicional, digital), subdivididas a su vez en subcategorías más específicas. El sitio web está preparado para usuarios con suscripción y visitantes sin suscripción. 
DeviantArt, Inc. tiene su sede en la zona de Hollywood de Los Ángeles, California. En 2008, DeviantArt tenía unos 36 millones de visitantes anuales. En 2010, los usuarios de DeviantArt enviaban unos 1,4 millones de favoritos y unos 1,5 millones de comentarios diarios. En 2011, era la decimotercera red social con unos 3,8 millones de visitas semanales. Varios años después, en 2017, el sitio tenía más de 25 millones de miembros y más de 250 millones de envíos.
DeviantArt tiene su propia mascota, una especie de robot de aspecto diabólico llamado «Fella» (parecido a fellow, por tanto en español sería aproximadamente 'colega'), fue la mascota oficial del sitio web hasta 2014, el cual suele ser en ocasiones portavoz oficial de las noticias en esa comunidad.

## Historia
Este sitio web fue creado el 7 de agosto de 2000 por tres ingenieros: Scott Jarkoff, Angelo Sotira y Matthew Stephens, el cual inicialmente era parte del proyecto DMusic Network, como un sitio conectado con personas que tomaban aplicaciones informáticas y las modificaban a su gusto, o que publicaban las aplicaciones a partir de los diseños originales, así como también acogía modificaciones de la apariencia gráfica de Winamp, y reunía a diferentes artistas que se encargaban de proveer de temas a DMusic, pero rápidamente se extendió a otros tipos de creaciones, sobre todo gráficas. A medida que el sitio fue creciendo, los miembros en general pasaron a ser conocidos como «deviants» y los envíos como «deviations». El sitio floreció en gran medida gracias a su oferta única y a las contribuciones de su base de miembros y de un equipo de voluntarios tras su lanzamiento, pero se constituyó oficialmente en 2001, unos ocho meses después del lanzamiento.
DeviantArt se inspiró libremente en proyectos como Winamp, customize.org, deskmod.com, screenphuck.com y skinz.org, todos ellos sitios web basados en pieles de aplicaciones. Sotira confió todos los aspectos públicos del proyecto a Scott Jarkoff como ingeniero y visionario para lanzar el programa inicial. Los tres cofundadores compartían antecedentes en la comunidad de skinings de aplicaciones, pero fue Matt Stephens cuya mayor contribución a DeviantArt fue la sugerencia de llevar el concepto más allá del skinning y más hacia una comunidad artística. Muchas de las personas que participaron en el desarrollo y la promoción iniciales de DeviantArt siguen ocupando puestos en el proyecto. Actualmente el CEO es Angelo Sotira, y DeviantArt es propiedad de DeviantArt, Inc.

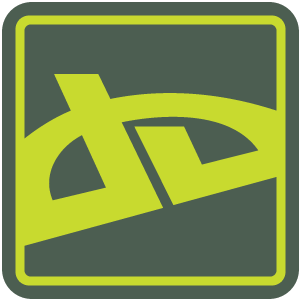
Antiguo logo del sitio web hasta el 2014

El 14 de noviembre de 2006, DeviantArt introdujo la opción de presentar sus obras bajo licencias Creative Commons, dando a los artistas el derecho a elegir cómo pueden utilizarse sus obras. La licencia Creative Commons es una de las varias licencias públicas de derechos de autor que permiten la distribución de obras con derechos de autor. El 30 de septiembre de 2007, se añadió una categoría de películas a DeviantArt, que permite a los artistas subir vídeos. Un artista y otros espectadores pueden añadir anotaciones a secciones de la película, haciendo comentarios o críticas al artista sobre un momento concreto de la misma. En 2007, DeviantArt recibió 3,5 millones de dólares en financiación de Series A (primera ronda) de inversores no revelados, y en 2013, recibió 10 millones de dólares en financiación de Series B.
El 4 de diciembre de 2014 el sitio presentó un nuevo logotipo, el cual fue objeto de controversia, ya que a pesar de la presencia de la D y la A iniciales, que se cruzan en un ángulo de 62 grados, el nuevo logo se le consideró ambiguo. Inclusive algunos miembros compararon el logotipo con el de PlatzKart.ru, que utiliza uno muy similar. Luego en esa misma fecha, se anunció el lanzamiento de una aplicación móvil oficial tanto para sistemas Android como iOS, lanzada finalmente el 10 de diciembre.
Desde 2018, los spambots han estado hackeando un número indeterminadamente grande de cuentas inactivas desde hace tiempo y colocando enlaces de spam en las secciones About (antes conocidas como DeviantIDs) de sus víctimas, donde los usuarios del sitio muestran su información de perfil público. Una investigación sobre este asunto comenzó en enero de 2019. Esta situación terminó a finales de 2021.
Se estima que este sitio recoge unos 1,5 millones de comentarios diarios. En mayo de 2007, el sitio web tenía aproximadamente 4,5 millones de usuarios y 50 millones de creaciones, recibiendo un total de 60.000 creaciones por día. Según datos algo más antiguos, procedentes de la revista Time, en octubre de 2006 DeviantArt recibía 50 000 nuevas creaciones diarias y tenía 3,5 millones de usuarios registrados.
En agosto de 2008, se estimaba que había aproximadamente 8 millones de miembros. Según su portada, DeviantArt tenía, en diciembre de 2012, 242 millones de deviations (o creaciones u obras) y 25 millones de usuarios registrados. En diciembre de 2013, su portada indicaba 275 millones de obras y 29 millones de usuarios. Hasta mayo de 2015, había 35 millones de usuarios registrados.

### Derechos de autor y licencias
No se revisan las posibles infracciones de los derechos de autor y de las licencias Creative Commons cuando se envía una obra a DeviantArt, por lo que las posibles infracciones pueden pasar desapercibidas hasta que se comuniquen a los administradores mediante el mecanismo disponible para tales cuestiones. Algunos miembros de la comunidad han sido víctimas de infracciones de derechos de autor por parte de vendedores que utilizan obras de arte de forma ilegal en productos e impresiones, como se informó en 2007. El sistema de denuncia para contrarrestar las infracciones de los derechos de autor directamente en el sitio ha sido objeto de una gran cantidad de críticas por parte de los miembros del sitio, dado que pueden pasar semanas, o incluso un mes, antes de que se responda a una denuncia por infracción de los derechos de autor.

### Concursos para empresas y universidades
Debido a la naturaleza de DeviantArt como comunidad artística de alcance mundial, las empresas utilizan DeviantArt para promocionarse y crear más publicidad a través de concursos. CoolClimate es una red de investigación vinculada a la Universidad de California, y en 2012 organizó un concurso sobre el impacto del cambio climático. Se recibieron propuestas de todo el mundo, y el ganador apareció en HuffPost.
Varias empresas automovilísticas han organizado concursos. En 2012, Dodge organizó un concurso de arte sobre el Dodge Dart al que se presentaron más de 4.000 obras. Los ganadores recibieron premios en metálico y objetos, y fueron expuestos en una galería en la sede de Dodge-Chrysler. Lexus se asoció con DeviantArt en 2013 para organizar un concurso de dinero y otros premios basado en el diseño de su Lexus IS; el diseño del ganador se convirtió en un Lexus IS modificado y se expuso en la SEMA Show del 2013 en Los Ángeles (California).
DeviantArt también organiza concursos para películas, como Riddick. El director David Twohy eligió a los ganadores, que recibirían premios en metálico y otros relacionados con DeviantArt, además de convertir sus obras en carteles oficiales para eventos. Se celebró un concurso similar para Sombras tenebrosas, en el que los ganadores recibieron dinero en efectivo y otros premios.
Los videojuegos también realizan concursos con DeviantArt, como el de Tomb Raider de 2013. El ganador convirtió su arte en una impresión oficial que se vende internacionalmente en la tienda de Tomb Raider y recibió dinero en efectivo y otros premios. Otros ganadores también recibieron dinero en efectivo y premios relacionados con DeviantArt.

### Adquisición
El 23 de febrero de 2017, la compañía responsable de DeviantArt bajo un anuncio fue adquirida por Wix.com, Inc. en un acuerdo de 36 millones de dólares. El sitio web planea integrar las plataformas de DeviantArt y Wix funcionalmente, incluyendo la disponibilidad para utilizar recursos de DeviantArt en webs construidas con Wix, así como integrar a su vez algunas herramientas de diseño web de Wix en DA.

## Controversias

### Censura
A partir del 1 de marzo de 2017, se prohibió a Siria el acceso a los servicios de DeviantArt por completo, alegando sanciones de Estados Unidos e Israel, y las secuelas del 19 de febrero de 2018. Después de que el usuario sirio Mythiril utilizara una VPN para acceder al sitio y revelara el geobloqueo en un diario, titulado «La hipocresía de DeviantArt», DeviantArt puso fin al geobloqueo excepto para las funciones comerciales.
Así también, DeviantArt fue restringido en Rusia el 3 de agosto de 2021 en orden de la Roskomnadzor, un organismo de inteligencia nacional, quien estaba enviando estimados 145 solicitudes de retiro de material inapropiado que albergaba la plataforma desde 2019, que según la institución federal, varios portales del sitio web incluían pornografía infantil así como contenido neonazi, y promovían el consumo de drogas ilícitas. Previo a la censura, el 29 de julio la Roskomnadzor advirtió a los administradores de DeviantArt de un futuro bloqueo si no se tomaban medidas. Luego el 10 de agosto, el sitio web fue desbloqueado del país tras haber eliminado contenido explícito.

### Litigio
En enero de 2023, tres artistas, Sarah Andersen, Kelly McKernan y Karla Ortiz, presentaron una demanda por infracción de derechos de autor contra Stability AI, Midjourney y DeviantArt, alegando que estas empresas habían infrigido los derechos de millones de artistas al entrenar herramientas de IA en cinco mil millones de imágenes extraídas de la web sin el consentimiento de los artistas originales.

## Sitio web
El sitio cuenta con más de 358 millones de imágenes subidas por sus más de 35 millones de miembros registrados. En julio de 2011, DeviantArt era la mayor comunidad artística en línea. Los miembros de DeviantArt pueden dejar comentarios y críticas en las páginas individuales de algún deviation, lo que permite denominar al sitio como «una aplicación (gratuita) de evaluación por pares». Junto con la crítica textual, DeviantArt ofrece ahora la opción de dejar una pequeña imagen como comentario. Para ello se utiliza una opción de DeviantArt Muro, que es una herramienta de dibujo basada en el navegador que DeviantArt ha desarrollado y aloja. Sin embargo, sólo los miembros de DeviantArt pueden guardar sus trabajos como deviations. Otra característica de Muro es lo que se llama «Redraw»; graba al usuario mientras dibuja su imagen, y luego el usuario puede publicar todo el proceso como una película. Algunos artistas a finales de 2013 empezaron a experimentar con el uso de cereales de desayuno como tema de sus piezas, aunque esta tendencia solo ha empezado a extenderse.
Los deviations individuales se muestran en sus propias páginas, con una lista de información estadística sobre la imagen, así como un lugar para los comentarios del artista y de otros miembros, y la opción de compartir a través de otros medios sociales (Facebook, Twitter, etc.). Antes de la versión 9, los deviations debían organizarse en categorías cuando un miembro subía una imagen y esto permitía al motor de búsqueda de DeviantArt encontrar imágenes relativas a temas similares.
Los miembros individuales pueden organizar sus propios deviations en carpetas en sus páginas personales. Las páginas de los miembros (perfiles) muestran los deviations subidos personalmente por un miembro y las publicaciones en el diario. Los diarios son como blogs personales para las páginas de los miembros, y la elección del tema depende de cada miembro; algunos lo utilizan para hablar de su vida personal o relacionada con el arte, otros lo utilizan para difundir la concienciación o recabar apoyo para una causa. También se muestran los favoritos de un miembro, una colección de imágenes de otros usuarios de DeviantArt que un miembro guarda en su propia carpeta. Otra cosa que se encuentra en la página del perfil son los espectadores de un miembro; un miembro añade a otro miembro a su lista de espectadores para ser notificado cuando ese miembro sube algo. Las notificaciones de los espectadores se reúnen en el Centro de Mensajes de un miembro con otros avisos, como cuando otros usuarios comentan los deviations de ese miembro, o cuando la imagen del miembro ha sido puesta en los favoritos de alguien.
Los miembros pueden crear grupos a los que puede unirse cualquier miembro registrado del sitio. Estos grupos suelen basarse en el medio y el contenido elegidos por el artista. Algunos ejemplos son la literatura (poesía, prosa, etc.), el dibujo (tradicional, digital o mixto), la fotografía (macro, naturaleza, moda, fotos) y muchos otros. Dentro de estos grupos es donde se hacen colaboraciones y se presenta su arte a artistas del mismo tipo.
DeviantArt no permite que se suba algún material pornográfico, sexualmente explícito y/u obsceno; sin embargo, se permite la desnudez de "buen gusto", incluso como fotografías. Para ver obras y contenidos maduros, los miembros deben tener al menos 18 años de edad y una cuenta creada en la plataforma para poder visibilizar el contenido.
Para comunicarse a un nivel más privado, se pueden enviar notas entre miembros individuales, como un correo electrónico dentro del sitio. Las otras posibilidades de comunicación entre los miembros son los foros de DeviantArt, para discusiones más estructuradas y a largo plazo, y las salas de chat, para la mensajería instantánea en grupo.

### Versiones
DeviantArt ha ido revisando el sitio web en "versiones", y en cada una de ellas se han introducido múltiples novedades. Casualmente, la tercera, cuarta y quinta versión del sitio se lanzaron el 7 de agosto, el "cumpleaños" de la fundación del sitio.
| Versión | Lanzamiento                                                   | Cambios |
| ------- | ------------------------------------------------------------- | --- |
| 1       | 7 de agosto de 2000                                           | El sitio se hace público como parte de DMusic Network. |
| 2       | 5 de febrero de 2002                                          | En la versión 2 se ha facilitado la navegación. |
| 3       | 7 de agosto de 2003                                           | El «aumento extremo de velocidad y confiabilidad» fue acompañado por algunos errores que tuvieron que ser corregidos. Para el lanzamiento de la versión 3, hubo numerosos regalos gratuitos. |
| 4       | 7 de agosto de 2004                                           | En la versión 4, se agregó al sitio el cliente de chat llamado dAmn («DeviantART Message Network» por sus siglas en inglés). |
| 5       | 7 de agosto de 2006                                           | En la versión 5, cada deviant dispone de una cuenta de Prints, a través de la cual pueden vender copias de sus obras por dinero, recibiendo el 20 % de las ganancias. Los usuarios también pueden obtener una cuenta Premium Prints que ofrece el 50 % de las ganancias y una verificación inmediata del material enviado para su venta. Antes de la versión 5 de DeviantArt, los usuarios no tenían acceso por defecto a este servicio y había que obtenerlo por separado. Al pagar una suscripción, un deviant también podría vender su obra por el 50 % de cada venta. |
| 6       | 10 de julio de 2008                                           | En esta revisión, se renovaron el centro de mensajes, la página principal y el pie de página, y los usuarios ahora podían personalizar la barra de herramientas de navegación de DeviantArt. El estilo de diseño del sitio también se modificó ligeramente. |
| 6.1     | Principios de 2009                                            | En esta revisión, hay un ligero cambio de diseño y opciones de búsqueda más fáciles, además de que los usuarios tienen más opciones para personalizar sus perfiles, y se añaden pilas al centro de mensajes más adelante en 2010. |
| 7       | 18 de mayo de 2010                                            | La versión 7 presenta un nuevo diseño de encabezado más pequeño y la eliminación de la barra de búsqueda, excepto en la página de inicio. Posteriormente, el personal realizó actualizaciones de la versión 7, incluyendo la adición de una barra de búsqueda en cada página. |
| 8       | 15 de octubre de 2014 (actualizado el 4 de diciembre de 2014) | La versión 8 presenta un encabezado rediseñado, la eliminación del pie de página grande, una interfaz de navegación actualizada, la adición del «watch feed», un feed de noticias que contiene un resumen de las publicaciones de los usuarios observados, actualizaciones de estado y adiciones a las colecciones de los usuarios. |

#### Eclipse (versión 9)
A principios de noviembre de 2018, DeviantArt lanzó un sitio de promoción que mostraba una nueva actualización, titulada «Eclipse». El sitio mostró que la actualización incluiría una estrategia de diseño minimalista, una opción de modo oscuro, edición de CSS modificada, filtrado mejorado a través de un 'Medidor de amor', cabeceras de perfil y otros cambios cosméticos y mejoras. La actualización también incluiría la ausencia de anuncios de terceros y características mejoradas para los usuarios de Core del sitio.
El 14 de noviembre de 2018, una versión beta del sitio Eclipse se puso a disposición de los miembros Core que marcaron sus cuentas para la prueba beta. A partir del 21 de noviembre de 2018, el sitio informó que más de 4,000 usuarios probaron Eclipse y que el sitio recibió casi 1,700 informes de comentarios individuales; estos incluyeron informes de errores, solicitudes de características y comentarios generales. El 6 de marzo de 2019, DeviantArt liberó oficialmente Eclipse para todos los usuarios, con una palanca para volver al antiguo sitio.
El 20 de mayo de 2020, se suspendió el acceso a la anterior interfaz de usuario, dejando solo disponible Eclipse.

## Eventos en vivo

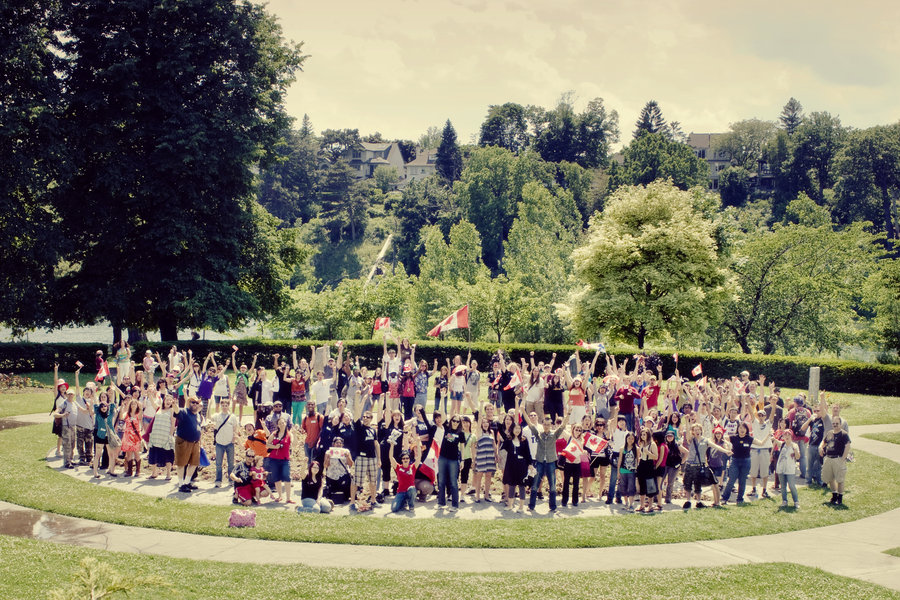
La gira mundial en Toronto, Ontario, del 2007

### Cumbre de DeviantArt
El 17 y el 18 de junio de 2005, DeviantArt celebró su primera convención, la Cumbre DeviantArt, en el Palladium en el área de Hollywood de Los Ángeles, California, Estados Unidos. La cumbre consistió en varias exposiciones de numerosos artistas, incluidos grupos de la escena artística antiguos y nuevos, en aproximadamente 200 cabinas diferentes. Unas pantallas de proyección gigantes mostraban obras de arte que se estaban enviando en directo a DeviantArt, que en ese momento recibía 50.000 imágenes nuevas al día.

### Gira mundial de DeviantArt
A partir del 13 de mayo de 2009, DeviantArt se embarcó en una gira mundial, visitando ciudades de todo el mundo, incluyendo Sídney, Singapur, Varsovia, Estambul, Berlín, París, Londres, Nueva York, Toronto y Los Ángeles. Durante la gira mundial, se presentó a los asistentes la nueva función «Portfolio» de DeviantArt, el cual permite agrupar los deviations u obras creando un perfil especial que promocione, dé a conocer y comparta ilustraciones.

### «Fiestas de cumpleaños» y DeviantMeet
De vez en cuando, DeviantArt organiza una reunión para que los miembros se junten en persona e interactúen, intercambien y se diviertan. Ha habido reuniones para el cumpleaños de DeviantArt, llamadas «Birthday Bashes», así como simples reuniones generales en todo el mundo. En 2010, los miembros europeos de DeviantArt organizaron un DeviantMeet para celebrar el cumpleaños de DeviantArt en agosto. Ese año también hubo una celebración en el House of Blues de Hollywood, California, al igual que en Chihuahua, México, el 7 de agosto de ese mismo año.